# マクファーランド・アンド・カンパニー
マクファーランド・アンド・カンパニー（McFarland & Company, Inc.）は、ノースカロライナ州ジェファーソンを拠点とするアメリカの独立系書籍出版社であり、学術書、参考書、成年向けノンフィクションを専門としている。元社長で現在編集長を務めているのは、1979年に会社を設立したロバート・フランクリンである。マクファーランドは約50人の従業員を擁し、2019年現在7,800タイトルを出版している。

## 主要顧客
マクファーランド・アンド・カンパニーは、主に図書館への販売に重点を置いている。また、ダイレクトメールを通じて、ニッチなカテゴリの愛好者と繋がっている。